# Planinarski dom Kalnik
Planinarski dom Kalnik je planinarski dom smješten na planini Kalnik, u njenom središnjem dijelu na visini od 480 metara. Do njega vodi asfaltirana cesta od sela Kalnik, koje je dobro povezano asfaltiranim prometnicama s Križevcima, Zagrebom, Varaždinom i Koprivnicom. U blizini planinarskog doma je Stari grad Veliki Kalnik, te od njega vode mnoge planinarske staze i putevi, a u okolici je uređeno stotinu penjačkih smjerova. U domu je restoran, i 33 ležaja. Do planinarskog doma se može doći automobilom, autobusom i pješice.

## Povijest doma
Godine 1931. u Križevcima dr. Ivo Lipovšćak kao kotarski predstojnik zajedno s ing. Stjepanom Planićem daje inicijativu za izgradnju planinarskog doma na Kalniku. Dom je izgrađen i svečano otvoren u nedjelju 23. lipnja 1935. godine. Od tada Kalnik postaje značajno okupljalište planinara i izletnika. Za vrijeme drugog svjetskog rata dom na Kalniku je zatvoren i tijekom vođenih borbi značajnije oštećen, po završetku rata godine 1947. dom je obnovljen zahvaljujući svestranom angažiranju prof. Branka Jagara, Željka Kržeka, Drage Zajca, Drage Volfa i drugih. U proljeće 1957. godine započela je rekonstrukcija i izgradnja novog dijela doma po projektima ing. Stjepana Planića. U tom poslu su se posebno isticali Ivo Pomper, Željko Kržek, Ivo Gerl i drugi. Nekoliko godina kasnije 1962. godine dom se dalje uređuje i izgrađuje se cisterna velikog kapaciteta, a u domu se rekonstruira vodovodna mreža. Godine 1970. zahvaljujući tadašnjem pročelniku gospodarske sekcije Emilu Jeliću i drugima nastavljeno je s rekonstrukcijom doma i uvedeno je centralno grijanje. Do danas dom se dobro održava. Ležaji su raspoređeni dijelom u grupnom ležištu, a dijelom u zasebnim sobama po dva ležaja.

## Poveznice
- Planinarski Dom Kalnik - Vrhunska jela i specijaliteti domaće kuhinje - autohtona jela prigorja  Arhivirana inačica izvorne stranice od 17. svibnja 2012. (Wayback Machine)

Općina: Kalnik, Županija: Koprivničko-Križevačka
1. Planinarski portal (pristupljeno 18. srpnja 2018., te arhivirano na: Wayback Machine i WebCite)